# 1535 в Україні

## Особи

### Померли
- Бернард Ваповський (1475—1535) — доктор права, шляхтич Королівства Польського, хроніст, географ і картограф.

## Засновані, зведені
- Бутини
- Домантове
- Ямпіль (Білогірський район)